# Trompeter
El trompeter, la becada o el músic

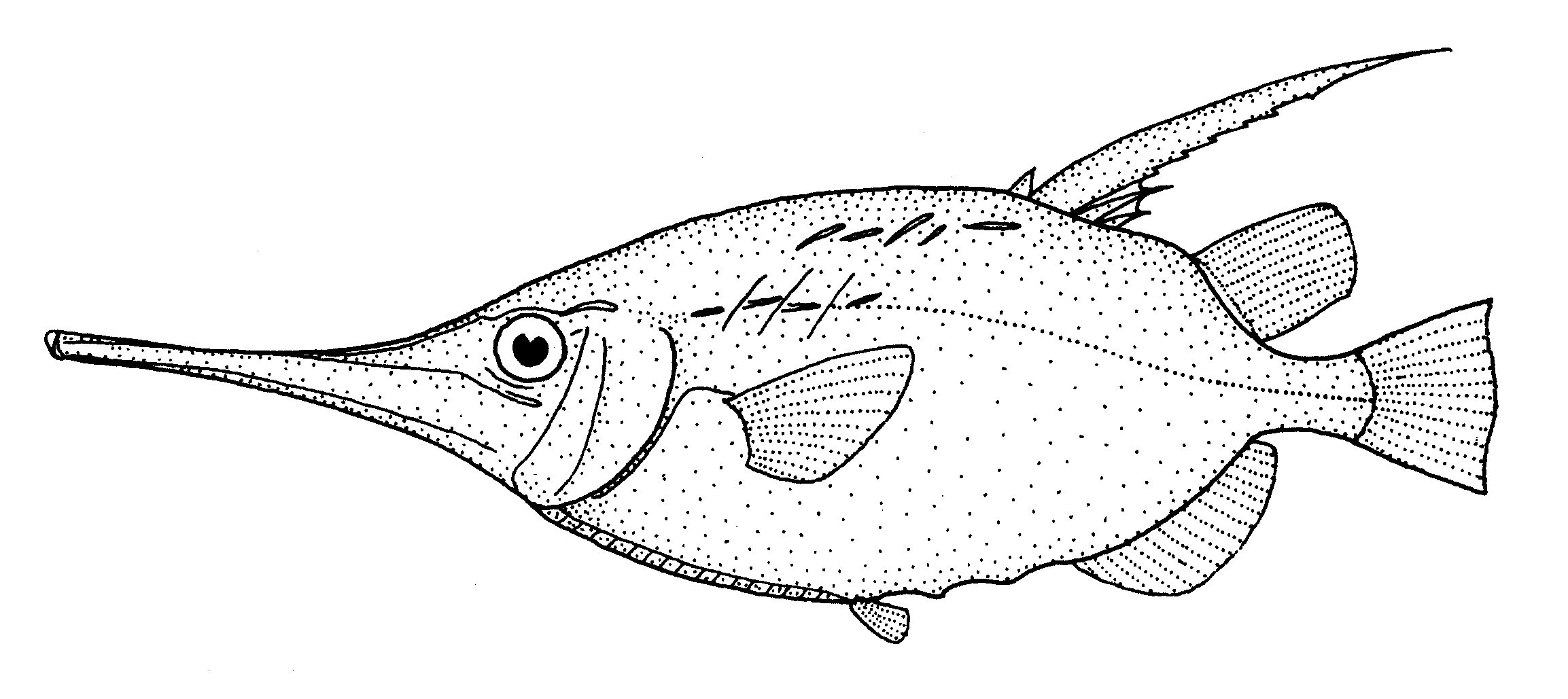
Trompeter

(Macroramphosus scolopax) és un peix teleosti de l'ordre dels singnatiformes i comú a les aigües dels Països Catalans.

## Descripció
- Pot assolir 20 cm de longitud màxima.
- Cos cuirassat, comprimit, sense escates i amb plaques òssies grosses.
- Musell perllongat amb un bec molt llarg i tubiforme, el qual fa 6,1 cm de llargària.
- Boca menuda i desproveïda de dents al seu extrem.
- La primera aleta dorsal acaba en una espina llarga i dentada.
- És de color rosa vermellós, tot i que platejat a la part inferior.
- Nombre de vèrtebres: 24.
- Absència de línia lateral.
- Les escates que revesteixen el cos són força rugoses al tacte perquè tenen petites espines que cobreixen el marge lliure de l'escata.[4][5][6][7][8][9][10]

## Reproducció
És una espècie ovípara i la reproducció és externa. La fresa, a les illes Canàries, s'esdevé al gener i el febrer. Les larves, quan eixen de l'ou, tenen un musell curt però ben aviat (quan fan 10 mm) ja adopten la típica morfologia adulta.

## Alimentació
Els individus immadurs es nodreixen principalment de copèpodes i decàpodes, mentre que els adults prefereixen els invertebrats bentònics. També es nodreixen de larves de peixos i, ocasionalment, d'anèl·lids poliquets. Les seues preses són atrapades mitjançant succió.

## Depredadors
A les illes Açores és depredat per la círvia rivoliana (Seriola rivoliana), el congre (Conger conger), la mòllera roquera (Phycis phycis), el besuc blanc (Pagellus acarne), el besuc de fonera (Pagellus bogaraveo), el peix corretja (Lepidopus caudatus), la clavellada (Raja clavata) i la mussola caralló (Galeorhinus galeus); al Portugal continental pel lluç (Merluccius merluccius), el verat (Scomber scombrus) i el gall de Sant Pere (Zeus faber); al Brasil per Lophius gastrophysus; i al Japó per Galeus nipponensis. També ho és per Synaphobranchus kaupii. També és depredat per invertebrats com la sipia comuna (Sepia officinalis)

## Hàbitat
És un peix marí, de clima subtropical (66°N-43°S, 180°W-180°E) i demersal que viu en els fons sorrencs i fangosos de la plataforma continental, a prop del litoral, entre 25-600 m de fondària (tot i que, normalment, ho fa entre 50 i 350).

## Distribució geogràfica
Es troba a l'Atlàntic occidental (des del Golf de Maine fins a l'Argentina), l'Atlàntic oriental, la Mediterrània, l'Índic i el Pacífic.

## Costums
- És gregari i forma moles amb altres espècies (com ara, el gallet -Capros aper-).[10][11] Els exemplars immadurs es troben a les aigües superficials,[16] mentre que els adults, normalment, viuen a prop del fons oceànic.[17]

## Observacions
És inofensiu per als humans.